# Balaenoptera edeni
Balaenoptera edeni (Смугач Едена) — вид ссавців з родини Смугачеві (Balaenopteridae), підряду китовидих, або «вусатих китів» (Mysticeti).

## Опис
Його часто плутають з фінвалом, так як вони дуже схожі як розміром, так і зовнішнім виглядом. Однак Balaenoptera edeni відрізняється тим, що має три гребені на голові. Колір темно-сірий з білими горлом і щоками. Спинний плавник добре розвинений і вигнутий назад. Грудні плавники відносно короткі. Довжина тіла 15,6 м (самці), 13,7 м (самиці). Вага тіла в середньому 16–18 тон.

## Життя
Живуть парами або невеликими групами у воді вище 20° C. Осілі, міграційні потоки досить короткі і залежать від продовольчих запасів. Їжа цих тварин складається майже виключно з косякових риб, таких як сардина і скумбрія, крім того, ще з планктону, ракоподібних і головоногих.

## Поширення
Постійно спостерігається в помірних і тропічних водах. Заплив у полярні регіони не спостерігається.